# بطولة غينيا بيساو الوطنية 2006
بطولة غينيا بيساو الوطنية 2006 هو موسم من بطولة غينيا بيساو الوطنية. أشرف على تنظيمه اتحاد غينيا بيساو لكرة القدم، وكان عدد الأندية المشاركة فيه 12، وفاز فيه نادي أوس بالانتاس.